# ۲۶ بهمن
۲۶ بهمن سیصد و سی و دومین روز سال در گاه‌شماری خورشیدی است. به پایان سال ۳۳ روز (۳۴ روز در سال کبیسه) باقی‌است.

## رویدادها
- ۱۳۴۵ - خاکسپاری فروغ فرخزاد در آرامستان ظهیرالدوله
- ۱۳۶۷. خروج آخرین نیروی شوروی از افغانستان (۱۵ فبرروی ۱۹۸۹)
- ۱۳۷۹ - حادثه ۲۶ بهمن ۱۳۷۹ فروند بالگرد آموزشی هوانیروز ارتش جمهوری اسلامی ایران
- ۱۳۸۹ - پایان برگزاری بیست و نهمین دوره جشنواره بین‌المللی فیلم فجر
- ۱۳۹۷ - حادثه ۲۶ بهمن ۱۳۹۷ فروند هواپیمای آموزشی
- ۱۴۰۳ - اعتراضات ۲۶ بهمن ۱۴۰۳ دانشجویان در کوی دانشگاه تهران

## زادروزها
- ۱۳۲۱ - ناصر ممدوح، دوبلور و بازیگر
- ۱۳۳۱ - داریوش طلایی، موسیقی‌دان
- ۱۳۳۵ - شهریار مندنی‌پور، نویسنده
- ۱۳۵۸ - سمیرا مخملباف، کارگردان

## درگذشت‌ها
- ۱۳۵۷ - منوچهر خسروداد، سرلشکر خلبان بالگرد بوئینگ سی‌اچ-۴۷ شینوک و بل ۲۱۴ نیروی هوایی شاهنشاهی ایران
- ۱۳۵۷ - سید رضا ناجی، فرماندار استان اصفهان در دوران دودمان پهلوی
- ۱۳۵۷ - نعمت‌الله نصیری، سومین رئیس ساواک
- ۱۳۵۷ - مهدی رحیمی، سپهبد نیروی زمینی شاهنشاهی ایران